# بطولة فولفو لأبطال الغولف

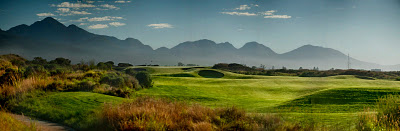

بطولة فولفو لأبطال الغولف هي بطولة سنوية للعبة الغولف للرجال التي تتكون من 72 حفرة وهي تعتبر ضمن الجولة الأوروبية. بعد إقامة البطولة الافتتاحية في مملكة البحرين في عام 2011 تم نقل الحدث في عام 2012 إلى منتجع فانكورت للغولف في جنوب أفريقيا. في عام 2013 و2014 لعبت في ديربان كونتري كلوب في ديربان بجنوب أفريقيا. البطولة هي بطولة أبطال فريدة الحدث والنمط حيث يتنافس الفائزين بالجولة الأوروبية جنبا إلى جنب مع الهواة المتميزين في يوم واحد في البطولة.
تم إنشاء بطولة فولفو جنبا إلى جنب مع شركة مجموعة الإدارة الدولية بالتعاون مع لجنة بطولة الجولة الأوروبية.

## الطريقة
جميع المشاركين يلعبون أربع جولات في 72 حفرة.
تتشكل مجموعات تتكون الواحدة منها من محترفان اثنان وهاوي واحد وأفضل فريق هو الذي يحقق أكثر عدد من النقاط من خلال عضوين في الفريق.

## التأهيل
تقام بطولة مفتوحة للاعبين الذين يحملون عضوية الجولة الأوروبية للعام الحالي والمؤهلون هم:
- اللاعبين الذين فازوا خلال جدول الجولة الأوروبية للعام السابق.
- الفائزين السابقين من بطولة فولفو غولف أبطال أوروبا تحت 50 سنة في اليوم الأول من البطولة.
- اللاعبين الذين حققوا 10 انتصارات في جولة بي جي أيه الأوروبية تحت 50 سنة في اليوم الأول من البطولة.

## الفائزون
| السنة | الملعب                           | الفائز            | البلد        | النتيجة   | هامش الفوز    | الوصيف                          | المصدر |
| ----- | -------------------------------- | ----------------- | ------------ | --------- | ------------- | ------------------------------- | ------ |
| 2014  | ديربان كونتري كلوب، جنوب أفريقيا | لويس أوستويزن (2) | جنوب إفريقيا | 276 (−12) | 1 ضربة        | بريندين غريس                    |        |
| 2013  | ديربان كونتري كلوب، جنوب أفريقيا | لويس أوستويزن     | جنوب إفريقيا | 272 (−16) | 1 ضربة        | سكوت جيمسون                     | [ 1 ]  |
| 2012  | فانكورت، جنوب أفريقيا            | بريندين غريس      | جنوب إفريقيا | 280 (−12) | إخراج المغلوب | إيرني إلس ريتييف غوسين          | [ 2 ]  |
| 2011  | نادي الغولف الملكي، البحرين      | بول كيسي          | إنجلترا      | 268 (−20) | 1 ضربة        | بيتر هانسون ميغيل أنغيل خيمينيز | [ 3 ]  |